# Philippe Streiff
Philippe Streiff, född 26 juni 1955 i La Tronche i Isère, död 23 december 2022, var en fransk racerförare.

## Racingkarriär
Streiff gick racingskola hos Motul Nogaro och började tävla i formel Renault 1978. Därefter körde han i det europeiska F3-mästerskapet i en privatfinsierad Martini-Renault 1979 och i en Martini-Toyota 1980. Säsongen 1981 körde han i den  franska nationella serien i en Martini-Alfa Romeo. Streiff tävlade sedan i formel 2 för AGS 1982-1984. Hans första och enda seger kom i det allra sista F2-loppet, det som gick på Brands Hatch på blöt bana 1984. Samma år fick Streiff göra debut i formel 1 i Renaults tredjebil i Portugal 1984. 
1985 körde han formel 3000 för AGS men kom tillbaka till F1 då han fick ersätta Andrea de Cesaris i Ligier i slutet av säsongen. Ligier ställde dock inte upp i Sydafrika 1985. Streiff körde då istället för Tyrrell men han var tvungen att bryta loppet på grund av en olycka. Han blev sedan andreförare i Tyrrell 1986 och 1987, tack vare stöd från Renault som var stallets motorleverantör. 
1988 körde han för AGS utan att prestera några nämnvärda resultat. I början av 1989 kraschade han våldsamt under en testkörning på Autódromo Internacional Nelson Piquet i Rio de Janeiro. Han ådrog sig då ryggskador som orsakade en förlamning som medförde att han blev rullstolsburen resten av livet.
Numera arbetar Streiff med att anordna motorsportstävlingar, särskilt i karting i Bercy.

## F1-karriär
| Säsong | Stall/Tillverkare              | Poäng | Placering |
| ------ | ------------------------------ | ----- | --------- |
| 1984   | Renault                        | 0     | –         |
| 1985   | Ligier-Renault Tyrrell-Renault | 4 0   | 15        |
| 1986   | Tyrrell-Renault                | 3     | 13        |
| 1987   | Tyrrell-Ford                   | 4     | 15        |
| 1988   | AGS-Ford                       | 0     | –         |